# Newark (Ohio)
Newark è una città degli Stati Uniti d'America, capoluogo della contea di Licking, nello Stato dell'Ohio.